# Knud Schøller
Knud Schøller (28. november 1860 i København – 8. september 1933 på Frederiksberg) var en dansk ingeniør og entreprenør.

## Karriere
Han var søn af major, senere oberst Christian Schøller og Mette Margrethe født Poulsen. Schøller fik adgang til Polyteknisk Læreanstalt 1880, blev cand.polyt. 1886 og aftjente samme år sin værnepligt. Dette år blev Schøller ansat ved Statsbanernes anlægsvirksomhed og blev året efter ansat hos Frederiksberg Kommunes ingeniør, der fra Theodor Christian Jochimsens tiltræden 1888 efter E. Hersoms død bar betegnelsen stadsingeniør. 1889 vendte Schøller tilbage til DSB og blev beskæftiget ved de store udvidelser af danske jernbaner.
Sammen med sin svoger, murermester E. Rothe, stiftede Schøller i 1892 entreprenørfirmaet Schøller & Rothe, som han fra 1907 var eneindehaver af. Firmaet modtog mange arbejder i entreprise; både jernbaneanlæg og opgaver i Københavns Frihavn, hvis etablering var undervejs. Schøller blev dermed ansvarlig for at bygge den første jernbetonbro i Danmark, nemlig Gefionbroen. Han var involveret i opførelsen af høfder på den jyske vestkyst, men firmaets speciale var især husbygning af jernbeton. Både alene og sammen med Rothe udtog Schøller patenter på jernbetonløsninger.

## Tillidshverv
Knud Schøller lagde en stor indsats i Entreprenørforeningen, hvor han var bestyrelsesmedlem 1908-13 og formand fra 1919 (efter William Werners død). Schøller var desuden fra 1921 fast dommer i Den faste Voldgiftsret, hvor han allerede 1908-12 havde været suppleant. 1914-16 var han medlem af Vestkysthavnekommissionen, som blev nedsat af trafikminister Hassing Jørgensen. Kommissionens betænkning førte til Loven af 31. marts 1917 om anlæg af havne ved Hirtshals og Hanstholm. 1917 blev Schøller medlem af Cementnævnet og 1918-21 var han medlem af Dansk Ingeniørforenings bestyrelse. 1920 blev han, der 1900-13 havde været medlem af bestyrelsen for Københavns kommunale Arbejdsanvisningskontor, medlem af Arbejderforsikringsrådet, og 1922 blev han medlem af Udvalget for Arbejderbeskyttelse. 1924 indtrådte han i A/S De forenede Bryggeriers bestyrelse. Han blev Ridder af Dannebrog 1923 og Dannebrogsmand 1930.
Schøller blev gift 19. december 1894 i Holmens Kirke med Sigrid Wolf (26. juni 1863 i Kristiania - 23. juli 1927 i København), datter af skuespiller Jacob Wilhelm Nicolai Wolf (1824-1875) og Lucie Johannesen (1833-1902).
Han er begravet på Vestre Kirkegård.
Der findes et gruppebillede af Johan Rohde fra 1904 i familieeje. Desuden fotografier af Jens Petersen & Søn og Reimert Kehlet (Det Kongelige Bibliotek).